# Sweet Home (webtoon)
Sweet Home (hangul: 스위트 홈; rr: Seuwiteu Hom, lit. "Doce Lar" em inglês) é um webtoon sul-coreano escrito por Kim Carnby e ilustrado por Hwang Young-chan. Publicado pela primeira vez no Naver Webtoon, Sweet Home teve um total de 140 capítulos, lançados semanalmente entre 12 de outubro de 2017 e 2 de julho de 2020. A história se concentra em Hyun-soo, um estudante suicida que junto de um grupo de moradores de um conjunto habitacional tenta sobreviver a um apocalipse de "monstrificação", onde as pessoas se tornam em monstros que refletem seus desejos mais íntimos e desesperados.
Sweet Home é o segundo trabalho colaborativo de Kim e Hwang, sendo o primeiro Bastard (2014-2016). Em janeiro de 2021, sua versão oficial em inglês tinha atraído 2,4 milhões de assinantes e 15,2 milhões de curtidas. Uma versão impressa é publicada desde 28 de fevereiro de 2020 pela Wisdom House. Foi também foi adaptado para uma série de mesmo nome no Netflix, lançada em 18 de dezembro de 2020. Uma prequela intitulada Shotgun Boy, escrita por Kim e ilustrada por Hongpil, foi serializada no Naver Webtoon entre 22 de fevereiro de 2021 e 6 de junho de 2022.